# Franz Xaver Petter

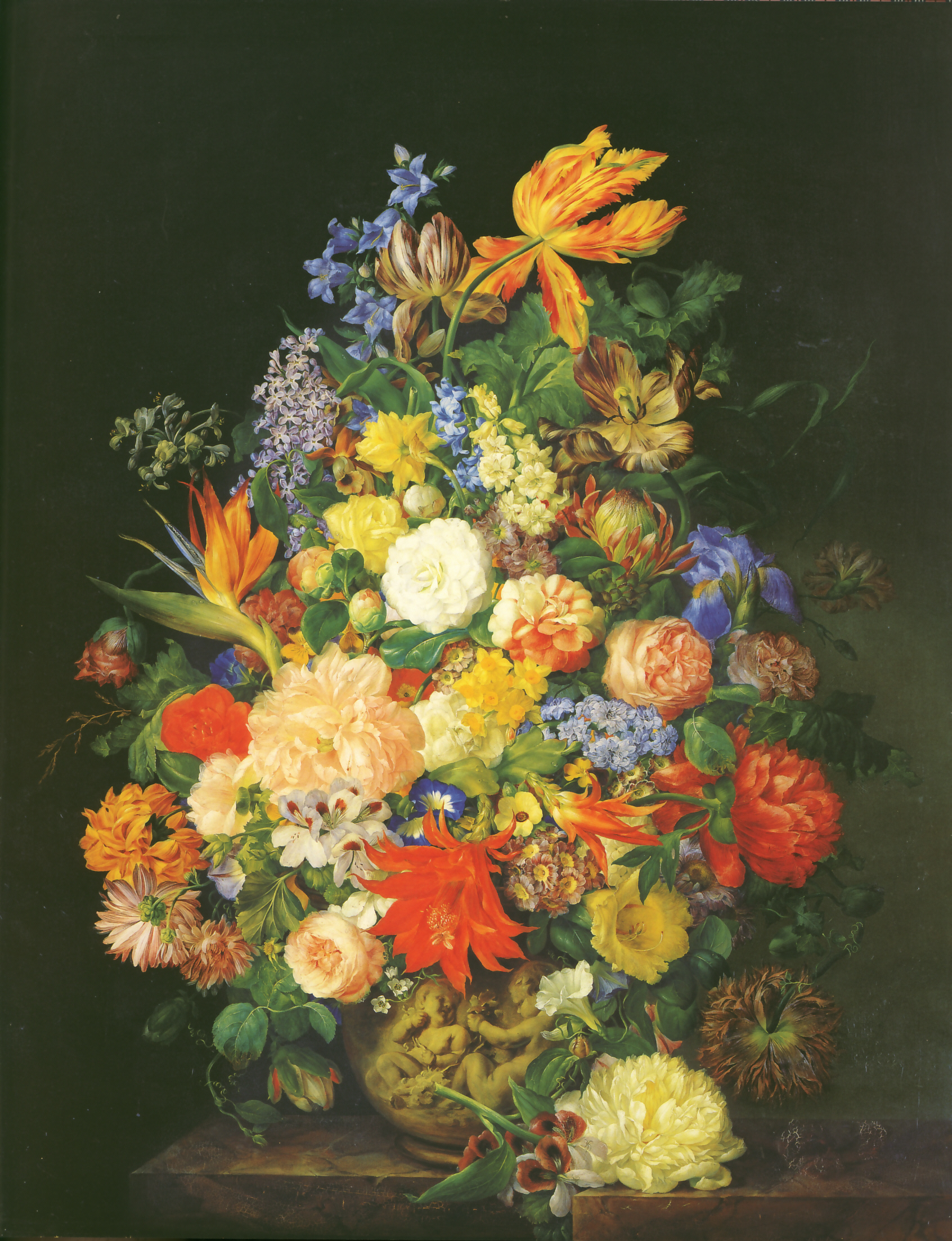
Franz Xaver Petter: Ein Blumenstrauß in einer Vase, 1845 (Wien, Sammlung Liechtenstein)

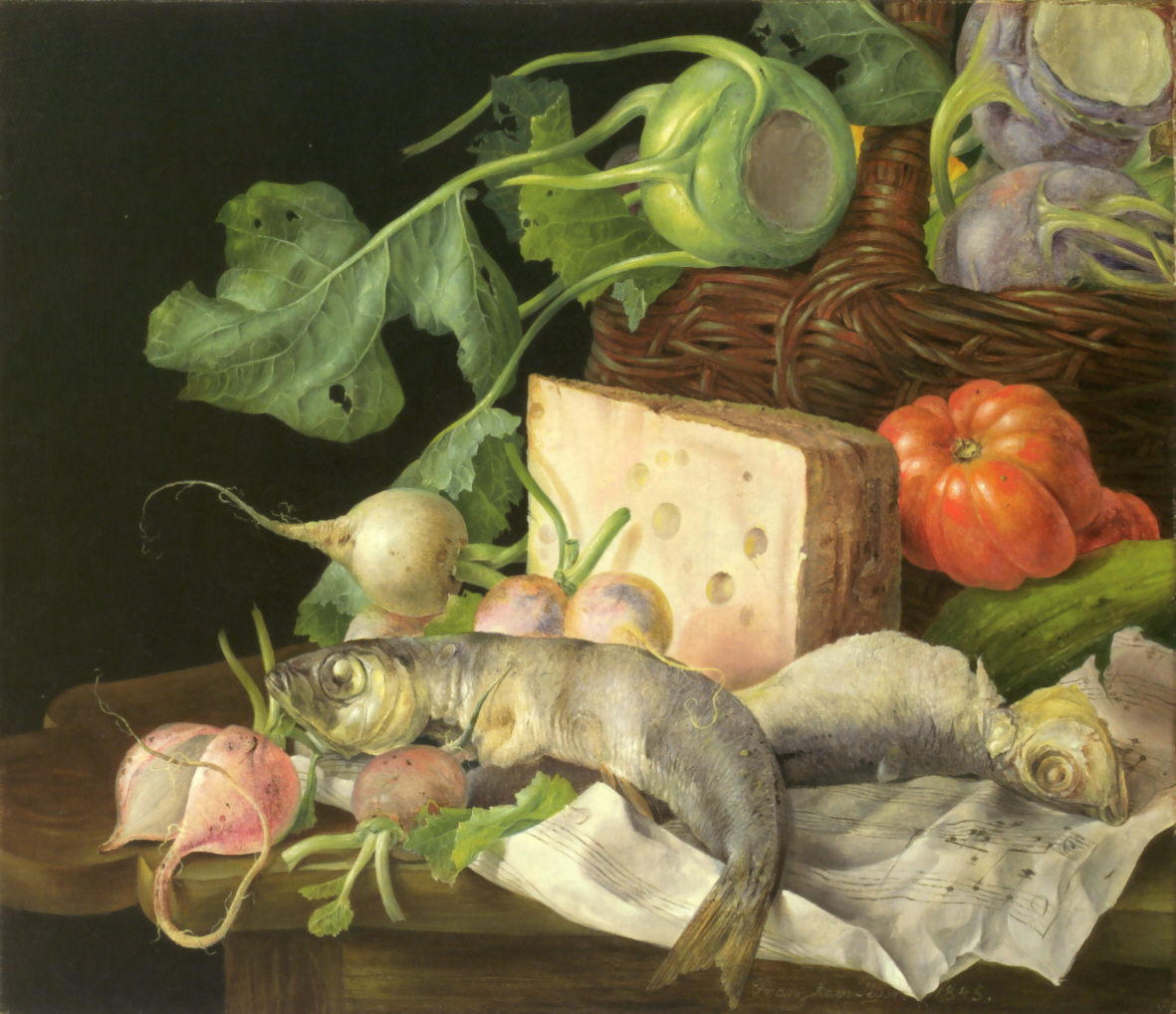
Franz Xaver Petter: Stillleben mit Fischen, Käse und einem Notenblatt, 1845 (Privatbesitz)

Franz Xaver Andreas Petter (* 23. Oktober 1791 in Lichtental, heute Wien; † 11. Mai 1866 in Wien) war ein österreichischer Maler der Biedermeier-Zeit.

## Leben
Franz Xaver Petter war der Sohn eines Porzellanmalers. Er sollte denselben Beruf wie sein Vater ergreifen, hatte aber schon bald mehr Interesse an der Ölmalerei. Er studierte an der Wiener Akademie bei Johann Baptist Drechsler und bei dessen Nachfolger an der Manufakturzeichenschule Sebastian Wegmayr. 1815 wurde er Korrektor an der Blumenzeichenschule der Akademie, 1822 Professor an der Manufakturzeichenschule, 1835 Direktor und akademischer Rat. 1848 ging er dort in den Ruhestand.
Petter war mit Katharina Hamböck (1793–1858) verheiratet. Der Historienmaler Anton Petter war sein Cousin. Sein Sohn Theodor war ebenfalls Maler, sein anderer Sohn Gustav Musiker und bedeutender Sammler von Autographen.
Nach seinem Tode wurde Petter auf dem Dornbacher Friedhof bestattet. 1932 benannte man die Franz-Petter-Gasse in Wien-Hietzing nach ihm.

## Bedeutung
Franz Xaver Petter, der ab 1816 zunächst auf Kunstausstellungen der Akademie, dann im Österreichischen Kunstverein regelmäßig ausstellte, war einer der bedeutendsten Blumenstilllebenmaler der Biedermeier-Zeit in Wien. Die Art seiner Blumendarstellungen geht auf seinen Lehrer Drechsler, und über diesen auf die Kunst der Niederländer des 17. Jahrhunderts zurück. Später gestaltete er auch kleinformatige Früchtestücke und am Ende seines Lebens Blumen vor Landschaftshintergrund. Petters Bilder waren bei Adel und Bürgertum sehr beliebt.

## Werke
- Ein Blumenstrauß in einer Vase (Wien, Sammlung Liechtenstein, Inv. Nr. GE 2096), 1845, Öl auf Leinwand, 120×94 cm
- Stillleben mit Fischen, Käse und einem Notenblatt (Privatbesitz), 1845, Öl auf Leinwand, 34,5×40 cm